# سنوفون کوتسیومپاس
سنوفون کوتسیومپاس (یونانی: Ξενοφών Κουτσιούμπας؛ زادهٔ ۱ مهٔ ۱۹۸۰) کشتی‌گیر اهل یونان است.